# Nathan Júnior
Pour les articles homonymes, voir Júnior.
Nathan Júnior Soares de Carvalho, dit Nathan Júnior, né le 10 mars 1989 à Rio de Janeiro au Brésil, est un footballeur brésilien, qui évolue au poste d'attaquant au FC Samtredia.

## Biographie
Nathan Júnior dispute un match en Ligue des champions, et 6 matchs en Ligue Europa,.
En juillet 2015, alors qu'il évolue depuis deux saisons en deuxième division russe, Júnior s'engage pour le CD Tondela, au Portugal. Il y gagne rapidement une place de titulaire en pointe et marque treize buts en Liga NOS.
Le 3 juillet 2016, Júnior rejoint librement le club saoudien du Al-Fateh SC.

## Palmarès

### En club
- Avec le Skonto Riga
  - Champion de Lettonie en 2010
  - Vainqueur de la Ligue balte en 2011

### Distinctions personnelles
- Meilleur buteur du Championnat de Lettonie en 2010 (18 buts) et 2011 (22 buts)

## Statistiques
| Saison                | Club                    | Championnat           | Championnat | Championnat | Championnat | Coupe(s) nationale(s) | Coupe(s) nationale(s) | Coupe(s) nationale(s) | Supercoupe | Supercoupe | Supercoupe | Compétition(s) continentale(s) | Compétition(s) continentale(s) | Compétition(s) continentale(s) | Compétition(s) continentale(s) | Total | Total | Total |
| Saison                | Club                    | Division              | M.          | B.          | P.d.        | M.                    | B.                    | P.d.                  | M.         | B.         | P.d.       | Comp.                          | M.                             | B.                             | P.d.                           | M.    | B.    | P.d.  |
| 2009                  | Skonto Riga             | Virslīga              | 19          | 5           | -           | -                     | -                     | -                     | -          | -          | -          | C3                             | 2                              | 0                              | 0                              | 21    | 5     | 0     |
| 2010                  | Skonto Riga             | Virslīga              | 24          | 18          | 7           | 2                     | 1                     | -                     | -          | -          | -          | C3                             | 2                              | 0                              | 1                              | 28    | 19    | 8     |
| 2011                  | Skonto Riga             | Virslīga              | 26          | 22          | 3           | 1                     | 1                     | -                     | -          | -          | -          | C1                             | 1                              | 0                              | 0                              | 28    | 23    | 3     |
| Sous-total            | Sous-total              | Sous-total            | 69          | 45          | 10          | 3                     | 2                     | -                     | -          | -          | -          | -                              | 5                              | 0                              | 1                              | 77    | 47    | 11    |
| 2008                  | Olimps Riga (prêt)      | Virslīga              | 15          | 0           | -           | -                     | -                     | -                     | -          | -          | -          | C3                             | 2                              | 0                              | 0                              | 17    | 0     | 0     |
| 2011-2012             | Kapfenberger SV         | Bundesliga            | 13          | 1           | 1           | -                     | -                     | -                     | -          | -          | -          | -                              | -                              | -                              | -                              | 13    | 1     | 1     |
| 2012-2013             | FC Dila Gori            | Umaglesi Liga         | 21          | 7           | 4           | 1                     | 3                     | -                     | 1          | 0          | -          | -                              | -                              | -                              | -                              | 23    | 10    | 4     |
| 2013-2014             | SKA-Energiya Khabarovsk | FNL                   | 27          | 9           | 2           | 2                     | 0                     | 0                     | -          | -          | -          | -                              | -                              | -                              | -                              | 29    | 9     | 2     |
| 2014-2015             | SKA-Energiya Khabarovsk | FNL                   | 14          | 6           | 1           | -                     | -                     | -                     | -          | -          | -          | -                              | -                              | -                              | -                              | 14    | 6     | 1     |
| Sous-total            | Sous-total              | Sous-total            | 41          | 15          | 3           | 2                     | 0                     | 0                     | -          | -          | -          | -                              | -                              | -                              | -                              | 43    | 15    | 3     |
| 2015-2016             | CD Tondela              | Liga NOS              | 34          | 13          | 3           | 2                     | 0                     | 0                     | -          | -          | -          | -                              | -                              | -                              | -                              | 36    | 13    | 3     |
| 2016-2017             | Al-Fateh SC             | D1                    | 19          | 5           | 4           | 1                     | 0                     | 0                     | 1          | 1          | 0          | AFC                            | 1                              | 0                              | 0                              | 22    | 6     | 4     |
| Total sur la carrière | Total sur la carrière   | Total sur la carrière | 212         | 86          | 25          | 9                     | 5                     | 0                     | 2          | 1          | 0          | -                              | 8                              | 0                              | 1                              | 231   | 92    | 26    |